# 理想氣體
理想氣體為假想的气体。其假設為：
- 氣體分子本身不占有體積
- 氣體分子持續以直線運動，並且與容器器壁間發生彈性碰撞，因而對器壁施加壓力
- 氣體分子間無作用力，亦即不吸引也不排斥
- 氣體分子的平均能量與开尔文溫度成正比

其特性為：
- 理想氣體適用理想氣體狀態方程式
- 理想氣體絕不液化或固化

真實氣體在愈低壓、愈高溫的狀態，氣體分子間作用力愈小，性質愈接近理想氣體。最接近理想氣體的氣體為氦氣。

## 理想气体状态方程
理想气体状态方程是描述理想气体处于平衡态时的状态方程。他建立在波以耳定律，查理定律，盖-吕萨克定律和阿伏伽德罗定律等经验定律上。
处于平衡态的气体，其状态可以用两个独立变数，压强P和体积V，来描写它的平衡态，温度T是压强P和体积V的函数，表达这几个量之间的关系的方程称之为气体的状态方程。不同的气体有不同的状态方程。这些方程通常很复杂。但在压强很小，温度不太高也不太低的情况下，各种气体的行为都趋于理想气体。理想气体的状态方程具有非常简单的形式。
理想气体状态方程一般写作
{\displaystyle {P}{V}={n}{R}{T}} 或  {\displaystyle {P}{V}={N}{k}{T}}
其中：
P表理想氣體的压强，單位為標準大氣壓（atm）；
V表理想氣體的體積，單位為公升（L）；
n表理想氣體的物質的量，單位為莫耳（mol）；
R為理想氣體常數，約為0.082 atm·L·mol−1·K−1；
N表示气体粒子总数；
k为波尔兹曼常数，k = 1.38066 x 10−23 J/K = 8.617385 × 10−5 eV/K；
T表理想氣體的溫度，單位為开尔文溫度（K）。